# Líber Vespa
Líber Ernesto Vespa Legarralde (Montevideo, 1971. október 18. – Montevideo, 2018. július 25.) válogatott uruguayi labdarúgó, középpályás, edző.

## Pályafutása

### Klubcsapatban
1991 és 1994 között a CA Cerro labdarúgója volt. 1994 és 2004 között Argentínában játszott az Argemtinos Juniors, a Rosario Central, az Arsenal de Sarandí és a CA Huracán csapataiban. 2004-ben hazatért és ismét a Cerro játékosa lett. 2005-06-ban a Montevideo Wanderers együttesében fejezte be az aktív labdarúgást.

### A válogatottban
1997 és 1999 között 12 alkalommal szerepelt az uruguayi válogatottban. Tagja volt az 1999-es paraguay-i Copa América-n ezüstérmes csapatnak.

### Edzőként
2014-15-ben a Villa Española, 2015-16-ban a CA Torque vezetőedzője volt.

## Sikerei, díjai
Uruguay
- Copa América
  - döntős: 1999, Paraguay